# Pangody
Pangody (russisch Па́нгоды) ist eine Siedlung städtischen Typs im Autonomen Kreis der Jamal-Nenzen (Russland) mit 10.805 Einwohnern (Stand 14. Oktober 2010).

## Geographie

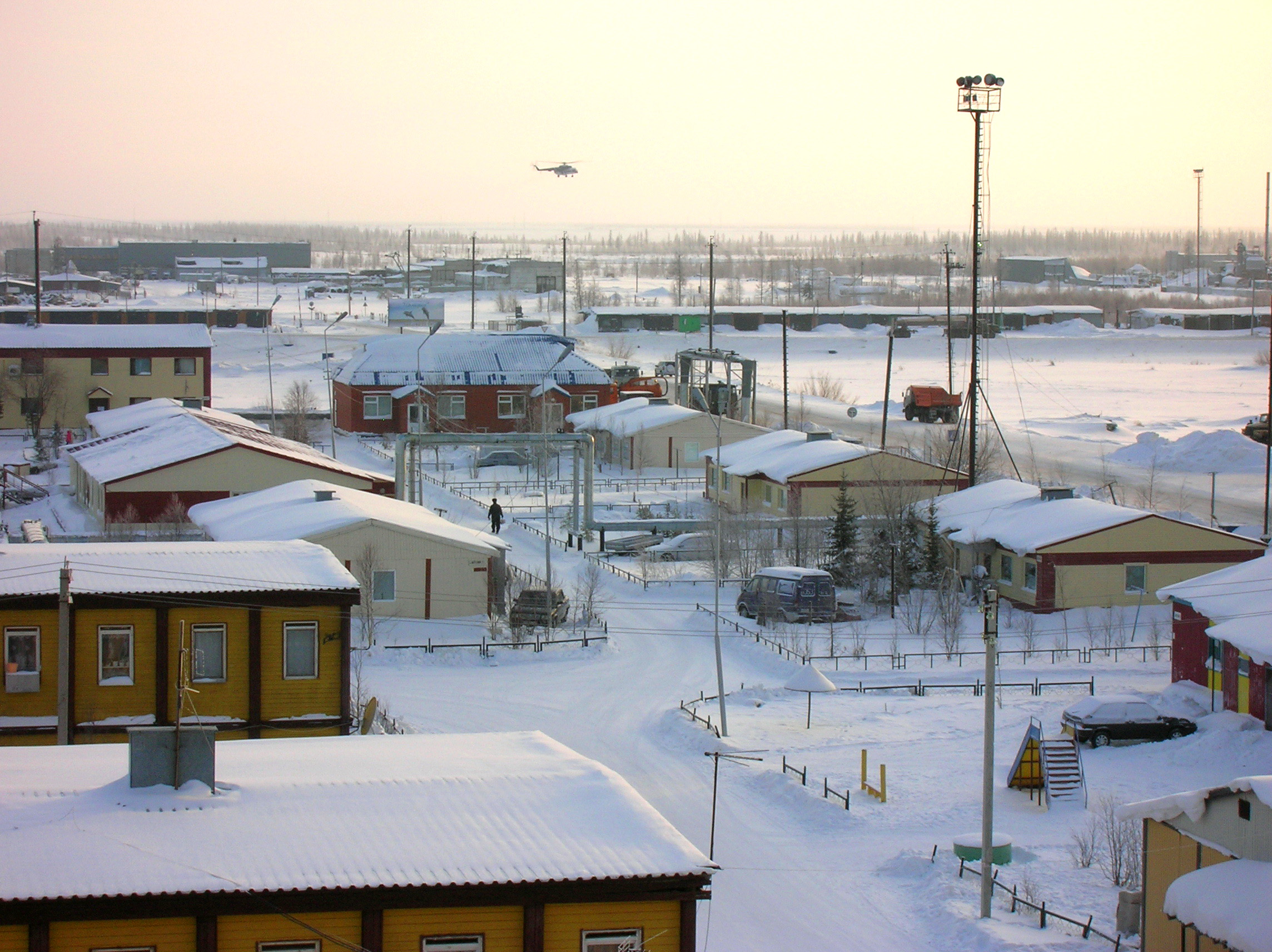
Pangody

Die Siedlung liegt in der Tundralandschaft des Westsibirischen Tieflands nördlich des Polarkreises, knapp 300 Kilometer Luftlinie östlich des Kreisverwaltungszentrums Salechard. Sie erstreckt sich am linken Ufer der Rechten Chetta (Prawaja Chetta), eines rechten Nebenflusses des Nadym, zwei Kilometer oberhalb der Einmündung des Baches Pangody.
Der Ort gehört zum Rajons Nadymski, dessen Verwaltungszentrum Nadym knapp 100 Kilometer südwestlich liegt.

## Geschichte
Pangody entstand 1971 im Zusammenhang mit der Entdeckung und beginnenden Ausbeutung der ersten Erdgaslagerstätte des Gebietes Medweschje und dem Bau von Erdgaspipelines. Benannt wurde sie nach dem in der Nähe fließenden Bach, dessen Name im Nenzischen für Fuß des Hügels steht.
1979 wurde der Status einer Siedlung städtischen Typs verliehen.

### Bevölkerungsentwicklung
| Jahr | Einwohner |
| ---- | --------- |
| 1989 | 12.635    |
| 2002 | 10.868    |
| 2010 | 10.855    |

Anmerkung: Volkszählungsdaten

## Wirtschaft und Infrastruktur
Ortsbildende Wirtschaftszweige sind die Erdgasförderung sowie Wartung und Betrieb der vorbeiführenden Pipelines.
Pangody liegt bei Streckenkilometer 187 (ab Korottschajewo) der Eisenbahnstrecke Korottschajewo–Nowy Urengoi–Stary Nadym (Stadtteil von Nadym am gegenüber liegenden, rechten Ufer des Flusses Nadym). Diese stellt einen in den 1970er bis 1980er Jahren zunächst für den Güterverkehr fertiggestellten Abschnitt der Polarkreiseisenbahn dar, deren Bau nach Stalins Tod 1953 abgebrochen worden war. Die Strecke wird heute von den Jamal-Eisenbahnen (Ямальские железные дороги/Jamalskije schelesnyje dorogi), ein Gemeinschaftsunternehmen von Russischen Eisenbahnen und Gazprom. Aus Richtung Nowy Urengoi besteht auch Personenverkehr, weiter in Richtung Nadym nur Güterverkehr.
Durch Pangody führt auch die durchgängig nur in der Frostperiode befahrbare Straße Nowy Urengoi–Nadym, deren Befestigung (Asphaltierung) in westlicher Richtung jedoch noch nicht abgeschlossen ist. In unmittelbarer Nähe besitzt die Siedlung einen Flughafen für lokale Verbindungen.